# Pristoceuthophilus unispinosus
Pristoceuthophilus unispinosus is een rechtvleugelig insect uit de familie grottensprinkhanen (Rhaphidophoridae). De wetenschappelijke naam van deze soort is voor het eerst geldig gepubliceerd in 1888 door Brunner von Wattenwyl.